# Antigang - Nell'ombra del crimine
 Antigang - Nell'ombra del crimine  è un film del 2015 diretto da Benjamin Rocher, ambientato a Parigi. La pellicola è ispirata al film The Sweeney.

## Trama
Nella polizia di Parigi c’è una squadra, comandata dal leggendario Serge Buren e composta da giovani poliziotti, che usa metodi non proprio convenzionali. Hanno buoni risultati, finché non entra in scena una banda di rapinatori che, con una violenza e una facilità sconcertanti, darà filo da torcere a Buren e ai suoi uomini. Il tutto mentre il nuovo Commissario Capo, Becker, non vede di buon occhio la squadra e i suoi metodi.